# Vorbach
Vorbach település Németországban, azon belül Bajorországban. Lakosainak száma 1071 fő (2023. december 31.).

## Népesség
A település népessége az elmúlt években az alábbi módon változott:
| Lakosok száma | 870  | 462  | 1040 | 1025 | 1034 | 1036 | 1024 | 1018 | 1057 | 1071 |
|               | 1970 | 1975 | 2011 | 2012 | 2014 | 2015 | 2017 | 2019 | 2022 | 2023 |